# Wahl (Adelsgeschlecht)

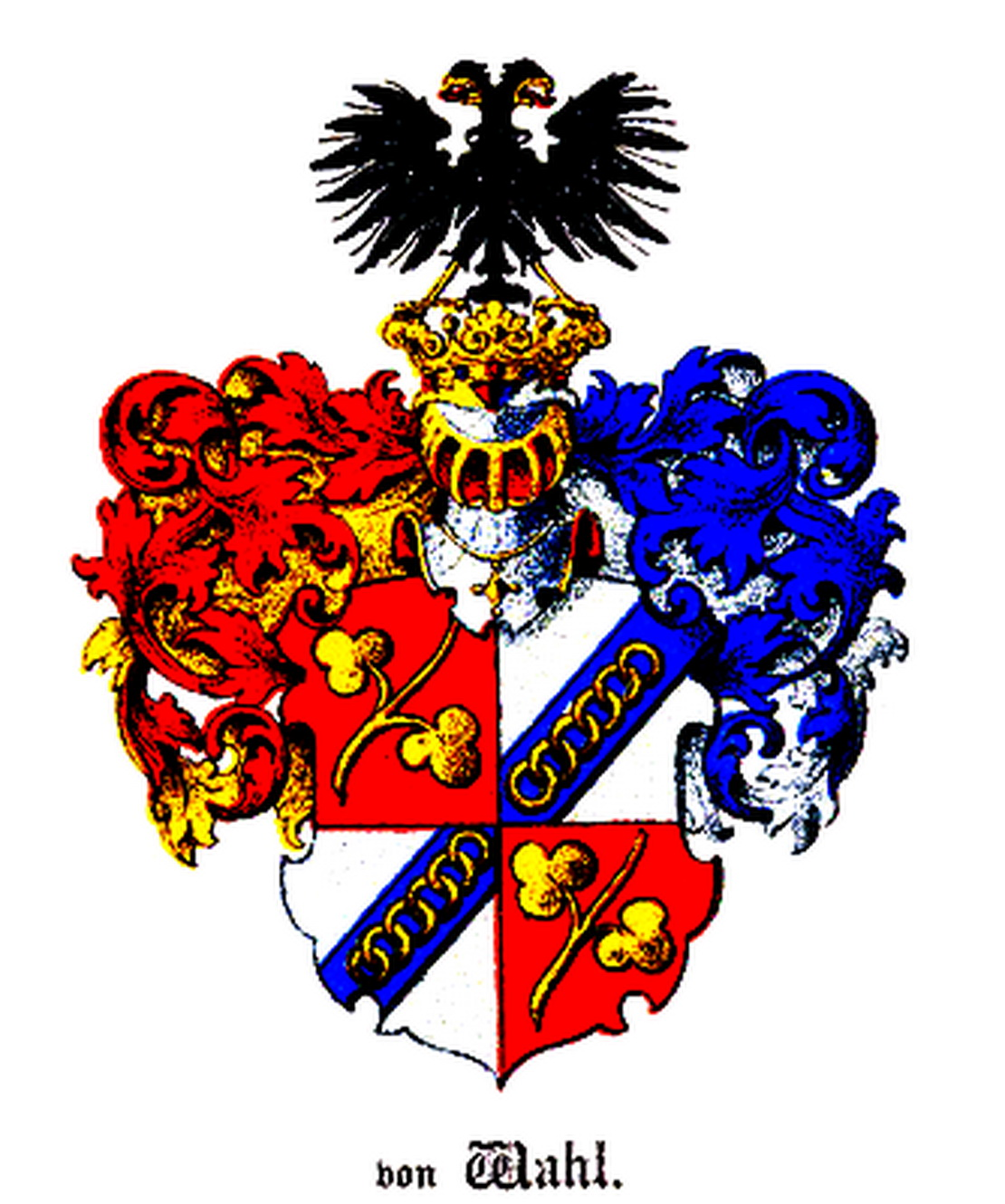
Wappen derer von Wahl (1795)

Die Familie Wahl gehört zum deutschen Adel des Baltikums. Das Geschlecht ist bei der Livländischen, der Estländischen und der Kurländischen Ritterschaft immatrikuliert.

## Geschichte
Die Familie Wahl ist ein Zweig des alten schottischen Adelsgeschlechtes „Mac Dowall“ oder „Mac Dougall of Makerstoun“. Die Familie stammte ursprünglich aus Galloway an der schottischen Westküste. Im Mittelalter hatte der Clan MacDowall dort, beginnend mit Fergus Lord of Galloway (1096–1161), eine bedeutende Machtposition. Schon 1390 erfolgte auch eine Belehnung an den Ritter Baron Archibald Mac Dowall mit dem Besitz Makerstoun am Tweed in den Borders. Mit ihm beginnt die ununterbrochene Stammreihe der Familie. Die Besitzer und Barone von Makerstoun hatten einen erblichen Sitz im schottischen Feudalparlament. Der in Schottland ausgestorbene Zweig der Mac Dowalls of Makerstoun hielt den Besitz bis zum Ende des 18. Jahrhunderts.
Um das Jahr 1582 emigrierte der königlich schottische Offizier und Capitain Robert Albrecht Mac Dowall (1541–1641) aus der untitulierten, jüngeren Linie des Hauses Makerstoun zunächst nach Brandenburg und später nach Mecklenburg. Möglicherweise war er, wie der Clanchief Uchtred Mac Dowall, Laird of Garthland, im Jahre 1582 in den bekannten „Raid of Ruthven“ verwickelt, einer gescheiterten protestantischen Adelsfronde gegen den König Jacob/James VI, sodass Robert Albrecht Schottland verlassen musste. In Brandenburg heiratete er Elsa von Bredow und nach deren Tod in weiterer Ehe die Mecklenburgerin Ursula von Stralendorff. Aus den beiden Ehen gingen jeweils zahlreiche Kinder hervor.
1594 trat Robert Albrecht in schwedische Dienste und war viele Jahre königlicher Schlossvogt von Örbyhus und Tierp. Die Familie wurde in Schweden später unter dem Namen „Duwall“ naturalisiert. Dessen Söhne, der königlich schwedische Oberst Mauritz Duwall (1603–1655) und sein Halbbruder, der königlich schwedische General Jacob Duwall (1589–1634), wurden 1638 für ihren Einsatz im Dreißigjährigen Krieg auch in den schwedischen Adelsstand erhoben und mit ihren Nachkommen bei der Adelsklasse der schwedischen Ritterschaft introduziert (sub.Nr. 241). General Jacob Duwall wurde 1674 posthum wegen seiner militärischen Verdienste zusätzlich der schwedische Freiherrenstand verliehen und bei der Freiherrenklasse des Ritterhauses introduziert (sub.Nr. 64). Die schwedischen Duwalls starben 1923 im Mannesstamme aus.
Von Robert Albrechts neun Söhnen begründeten Mauritz Duwall und sein Halbbruder Jacob Duwall den schwedischen Zweig der Familie. Jacobs weiterer Halbbruder aus der Ehe des gemeinsamen Vaters mit Ursula Stralendorff, der königlich schwedische Oberst der Infanterie Axel Duwall (1595–1630), ist der Ahnherr der deutsch-baltischen Familie von Wahl.
Axel Duwall nahm 1628 als schwedischer Oberstleutnant an der erfolgreichen Verteidigung Stralsunds gegen die kaiserlichen Truppen des Feldmarschalls Wallenstein teil. 1629 erwarb er mit Unterstützung des schwedischen Königs das Gut Hallkved in Uppland. Mit seinem Regiment sicherte Axel Duwall als Oberst der Infanterie von der Festlandsschanze die Peenemündung und so die Landung des schwedischen Heeres auf der Insel Usedom am 26. Juni 1630. Axel Duwall wurde bei der Eroberung der herzoglich-pommerschen Festung Wolgast im Juli schwer verwundet und verstarb an seiner Kriegsverletzung am 6. September des Jahres. In Gegenwart des Königs Gustav-Adolph von Schweden wurde er am 13. November 1630 in Stralsund beigesetzt. Das Grab von Axel Duwall befindet sich neben dem Grabmal seines Halbbruders Jakob in der „Duwall’schen Kapelle“ in der Nikolaikirche in Stralsund. Axels Grabstelle mit deutscher Inschrift wurde auf Veranlassung der Familie restauriert und ist somit bis heute erhalten.
Axel Duwalls einziger Sohn, der schwedische Capitain der Dragoner, Joachim Adolf de/De Wall/Wahl (1631–1705), ließ sich nach 1682 im damals schwedischen Livland nieder. Im Nordischen Krieg (1700–1721) diente er im Livländischen Dragonerregiment des Generals von Meyerfeldt. Joachim Adolf begann die getrennte Schreibung des Familiennamens.
Joachim Adolfs Sohn, Johann Georg (1682–1735), kämpfte ebenfalls als schwedischer Dragoner des Livländischen Regimentes des Generals von Schlippenbach im Nordischen Krieg gegen Russland. Er nahm mit seinem Regiment an mehreren Gefechten teil, so auch 1709 an der kriegsentscheidenden Niederlage des schwedischen Heeres in der Schlacht bei Poltawa. 1710 geriet Johann Georg in der schwedischen Grenzfestung Wiborg in Finnland in russische Gefangenschaft, aus der er erst 1722 nach dem Friedensvertrag von Nystad entlassen wurde.
Infolge der Niederlage im Großen Nordischen Krieg verlor das Königreich Schweden durch den Friedensvertrag von Nystad 1721 Estland und Livland an das Kaiserreich Russland. Den deutschen Ritterschaften der Ostseeprovinzen wurde jedoch, auch unter der fortan russischen Herrschaft, die deutsche Selbstverwaltung und der evangelische Glauben von Zar Peter dem Großen und seinen Nachfolgern, mit späteren Einschränkungen, bis 1917 weiter garantiert.
Johann Georgs Sohn, Johann Heinrich von Wahl (1725–1795), erreichte als Verwalter und Pächter großer Güter in Livland und erfolgreicher Landwirt am 15. Oktober 1795 in Wien die Erhebung in den Reichsadelsstand des Heiligen Römischen Reiches.
In der nächsten Generation ermöglichte der Sohn Carl Gustav von Wahl (1766–1825) mit einem außergewöhnlichen wirtschaftlichen Erfolg als Unternehmer und Landwirt den Erwerb mehrerer großer Güter im estnischen Teil Livlands in der Region um Oberpahlen (Kawast, Pajus, Kawa, Köppo und Tappik). Seine sechs Söhne begründeten die verschiedenen Linien der Familie, von denen bis heute noch vier bestehen.
Auf Grund seiner Verdienste für die russische Armee und für die Stadt St. Petersburg während der Napoleonischen Kriege wurde Carl Gustav 1816 auch der russische Adel verliehen.
Die Familie wurde 1860 bei der Livländischen und 1863 bei der Estländischen Ritterschaft immatrikuliert. Etliche weitere Immatrikulationen folgten. Die immatrikulierten Besitzer landtagsfähiger Güter hatten Sitz und Stimme in den Landtagen der Ritterschaften mit ihrer deutschen Selbstverwaltung der Ostseeprovinzen. Die Mitglieder der Familie von Wahl im livländischen Landtag gehörten alle der liberalen Partei des Landreformers Hamilkar von Fölkersam an. Da es keine regierenden Fürsten im Baltikum gab, stellten die Ritterschaften im Rahmen ihrer umfassenden Selbstverwaltung die politisch herrschenden Stände von Adelsrepubliken dar. Nach der Enteignung des gesamten deutschen Grundbesitzes (1919 bzw. 1920) mit der Aufhebung der Ritterschaften als Völkerrechtssubjekte und der Aussiedlung aus dem Baltikum infolge des Hitler-Stalin-Pakts von 1939 leben die meisten Wahls heute in Deutschland und Kanada.
Ein Geschlechtsverband mit Legat war 1852 in Livland gegründet worden. 1964 erfolgte eine Rekonstituierung des Familienverbandes als eingetragener Verein. Dieser hält alle zwei Jahre einen Familientag ab.

## Grundbesitz
Die Familie erwarb in Livland, Estland und Kurland umfangreichen Grundbesitz. In Livland: (estnischer Distrikt): Pajus mit Luik, Addafer, Tappik mit Toifer und Lane, Lustifer mit Kalliküll, Surgefer, Wilhelminenhof mit Eduardhof und Karlswald, Neu-Nursie, Quellenhof; (lettischer Distrikt): Alt- und Neu-Annenhof mit Hermannshof. In Estland: Annia, Assick mit Wahlhof und Insel Schildau. In Kurland: Blieden mit Aahof. Diese Rittergüter der Familie mit ca. 50.000 Hektar Grundbesitz wurden 1919 bzw. 1920 von den neu gegründeten Republiken Estland und Lettland enteignet. Nur vorübergehend im Besitz der Familie gewesene weitere Güter sind hier nicht erwähnt.
Nach der deutschen Wiedervereinigung von 1990: Forstgut Lausnitz bei Neustadt/Orla in Thüringen, Landgut Friedrichsruh bei Neubrandenburg in Mecklenburg.

## Familienwappen
Das auch von den schwedischen Duwalls weiter verwendete schottische Stammwappen geriet im baltischen Zweig der Familie kriegsbedingt in Vergessenheit und wurde durch das 1795 mit dem Reichsadel verliehene neue Wappen ersetzt.
Das Familienwappen von 1795 zeigt im gevierten Schild in 1 und 4 in Rot einen goldenen Kleestängel mit beiderseits je einem Blatt, in 2 und 3 in Silber ein mit einer abgelegten Kette aus sechs goldenen Ringen, gelegt auf blaue Schräglinksbalken. Auf dem gekrönten Helm mit rechts rot-goldenen, links blau-silbernen Decken befindet sich ein gold-bewehrter schwarzer Doppeladler.

## Familienspruch
Können, was man will, ist Glückseligkeit.
Wollen, was man kann, ist Geistesstärke.
Tugend aber ist’s, tun was man soll.

## Namensträger
- Robert Albrecht Mac Dowall / Dougall a. d. H. Makerstoun (1541–1641), Mitherr auf Makerstoun, königlich schottischer Capitain, königlich schwedischer Schlossvogt von Örbyhus und Tierp. Er begründete die beiden Zweige der schwedisch-baltischen Familie Duwall / v. Wahl
- Axel Duwall (1595–1630), königlich schwedischer Oberst der Infanterie, Kommandeur des Västerbotten Infanterieregimentes, Bekannter von König Gustav-Adolph von Schweden, Ahnherr der baltischen Familie v. Wahl
- Johann Heinrich von Wahl (1725–1795), erfolgreicher Landwirt in Livland, posthum Reichsadelsstand 1795
- Karl-Gustav von Wahl (1766–1825), Unternehmer und Landwirt, Erwerber zahlreicher Landgüter in Livland, russischer Adelsstand 1816
- Thomm Alexis v.Wahl-Lustifer (1835–1867 auf See), Kgl. großbrit, Commander der Navy
- Viktor von Wahl-Surgefer (1840–1915), kaiserlich russischer General der Kavallerie, Stadtkommandant von Sankt Petersburg, Generalgouverneur von Wilna, Flügeladjutant des Kaisers Alexander III., Mitglied des Reichsrates, stellvertretender Innenminister des Kaiserreiches Russland
- Otto von Wahl-Kawast (1842–1884), K.K. Rittmeister, kaiserlich russischer Oberst
- Nikolai von Wahl-Pajus (1833–1904), Gutsbesitzer, livländischer Landespolitiker und Kreisdeputierter des Livländischen Landtages
- Ernest von Wahl-Assick (1878–1949), kaiserlich russischer Generalmajor
- Wilhelm von Wahl-Surgefer (1880–1944), kaiserlich russischer Oberst der Kavallerie, Kommandeur des Garderegimentes zu Pferde, Stabschef der Weißen Nordwestarmee des Generals Judenitsch im russischen Bürgerkrieg
- Eduard Georg von Wahl-Lustifer-Haakhof (1833–1890), Mediziner und Chirurg, Gründer der Psychiatrischen Klinik in Dorpat, Professor und Rektor der Kaiserlichen Universität Dorpat
- Arthur von Wahl-Assick (1870–1951), Mediziner, Professor h. c., estnischer Oberst der Sanitäter
- Alexander von Wahl (1839–1903), Bildhauer der Petersburger Kunstakademie sowie Bildhauer und Maler der Münchener Schule, Schüler von Peter Clodt von Jürgensburg bzw. Max von Widnmann, Alexander Wagner und Wilhelm Diez, Ölbilder im Besitz von Prinzregent Luitpold von Bayern, Plastiken im Kunstmuseum Estlands in Tallinn
- Bruno von Wahl-Assick (1868–1952), Maler und Illustrator
- Anna von Wahl-Lustifer (1861–1938), Malerin
- Edgar von Wahl-Assick (1867–1948), Mathematiker, Sprachforscher und Begründer der Welthilfssprache „Occidental“ bzw. „Interlingue“
- Dietrich von Wahl-Lustifer (1913–1999), Rechtsanwalt und Notar, Präsident der Bremischen Anwaltskammer, Vizepräsident der Notarkammer, Präsident der Baltischen Ritterschaften
- Ellen Delbrück, geb. von Wahl-Pajus (1907–1978), Ehefrau des NS-Gegners und Widerstandskämpfers Justus Delbrück, Reg.Rat a. D. (1902–1945), Bruder von Emmi Bonhoeffer geb. Delbrück (1905–1991) und von Max Delbrück (1906–1981), Schwager von Klaus Bonhoeffer (1901–1945)
- Otto von Wahl-Pajus (1914–1984), Rechtsanwalt und Notar, Ratsherr und Stadtrat in Schleswig, Major der Reserve, Wiederbegründer des Familienverbandes nach dem Kriege, Entdecker der Hafenanlagen von Haithabu und der dort liegenden Wikingerschiffe
- Klaus von Wahl-Pajus (1923–1997), Synchronregisseur und -autor zahlreicher bekannter englischer und amerikanischer Filme und Serien
- Erik von Wahl-Lustifer (* 1934), Jurist, Ltd.Reg.Dir., Vizepräsident a. D. der Wehrbereichsverwaltung I in Kiel
- Wolf von Wahl-Lustifer (* 1942),  Mathematiker, Professor und Dekan an der Universität Bayreuth
- Thure von Wahl-Annenhof (* 1944), Kaufmann, Begründer und Inhaber der internationalen Mineralölhandelsgesellschaft „Select-Energy GmbH“ in Hamburg